# M.41 da 90/53
Il Semovente 90/53 era un semovente d'artiglieria usato anche come cacciacarri, prodotto in Italia durante la seconda guerra mondiale. L'armamento consisteva in un cannone da 90/53 Mod. 1939 da 90 mm lungo 53 calibri (L/53). Furono prodotti tra i 30 ed i 48 esemplari nel corso del 1942.

## Caratteristiche tecniche non riportate dal template
- Cambio: 4 marce + 2 retromarce
- Velocità massima su strada: 35,5 km/h
- Larghezza cingolo: 0,26 m
- Guado: 1,0 m
- Gradino: 0,9 m
- Trincea: 2,1 m
- Equipaggio: 2 uomini sul veicolo e 2 sul veicolo ausiliario

## Storia

### Sviluppo
Nel corso dell'Operazione Barbarossa comparvero i potenti e innovativi carri armati sovietici T-34 e KV-1, dotati di corazze e armamenti superiori agli standard dell'epoca: i primi presentavano corazzature spesse 45 mm inclinate a 60°, i più massicci KV-1 fino a 110 mm; entrambi erano armati con cannoni da 76,2 mm lunghi 42,5 calibri (L/42,5). Tali macchine si rivelarono un avversario ostico anche per i carri tedeschi meglio equipaggiati, i Panzer IV Ausf. D dotati di un obice da 75 mm L/24 calibri.
Il Corpo di Spedizione Italiano in Russia (CSIR), giunto sul fronte orientale nel luglio 1941, si trovò presto in difficoltà poiché mancava di armi anticarro moderne; i rapporti sul campo evidenziarono tale grave deficienza e una volta giunti in Italia fu attivata una commissione per studiare un nuovo cannone in grado di affrontare con successo i carri nemici. Fu previsto di utilizzare una bocca da fuoco studiata inizialmente per il tiro contraerei: alcune armi antiaeree di grosso calibro avevano gittata e velocità iniziale del proiettile buone per essere usate anche in modalità anticarro. Come per il cannone KwK 36 L/56, ricavato dal FlaK 18 da 88 mm e montato sui carri Panzer VI Tiger I, venne scelto il cannone antiaereo 90/53 da 90 mm prodotto dall'Ansaldo. Esso aveva prestazioni simili, ed in alcuni campi superiori, a quelle della serie di FlaK da 88 mm.
Il progetto si basò dall'inizio sullo scafo del carro M13/40 e nel novembre 1941 fu prodotto un modello in legno in scala 1:1 del pezzo su un simulacro dello scafo. Comunque nell'autunno 1941 non era stata ancora decisa la bocca da fuoco da utilizzare e la proposta risalente all'estate era quella di utilizzare come arma l'obice 75/18 Mod. 1934/1935 oppure il cannone da campagna 75/34 Mod. S.F.. Tuttavia nel dicembre 1941 furono pronti i progetti del cannone 90/53 Mod 39, per cui già era previsto l'impiego su autocarri, quindi venne deciso di utilizzare questo come bocca da fuoco. Il progetto completo fu messo a punto nel gennaio 1942 e venne allestito un simulacro in scala naturale prevedendo come scafo il modello rivisto del carro M14/41. Il 5 marzo dello stesso anno un modello funzionante fu portato alle prove di tiro.

### Impiego operativo
Con i trenta semoventi iniziali furono costituiti tre gruppi, ciascuno su due batterie di quattro pezzi. Questi gruppi furono trasferiti a Nettuno dove completarono l'istruzione. Il 27 aprile 1942 i gruppi dotati di Semovente 90/53 furono costituiti e numerati: CLXI a Casale Monferrato, CLXII ad Acqui e CLXIII a Pietra Ligure. Le unità furono assegnate all'8ª Armata e destinati a operare sul fronte orientale inquadrati nel 10º Raggruppamento, poi ridenominato 10º Reggimento controcarro da 90/53 semovente. La partenza per il fronte fu stabilita in data 16 ottobre 1942 per il CLXI e il CXVII Gruppo: tuttavia dopo poco la destinazione fu cambiata con la Sicilia e il reggimento fu posto alle dipendenze della 6ª Armata incaricata della difesa dell'isola. Il raggruppamento giunse in Sicilia il 16 dicembre 1942, al comando del colonnello Bedogni e fu dislocato con il comando a Canicattì e i gruppi a San Michele di Ganzaria (CLXI), Salemi (CLXII) e Paternò (CLXIII).
All'atto dello sbarco (10 luglio 1943) il CLXI gruppo, inviato in appoggio alla 207ª Divisione Costiera, riuscì a stabilire una linea di difesa a Campobello di Licata, perdendo tre semoventi in un contrattacco il giorno successivo, quindi furono inviati in zona anche il CLXII ed il CXIII gruppo, con risultati negativi, tuttavia il Kampfgruppe Schreiber riuscì ad arrestare l'attacco alleato. Il 17 luglio al 10º Reggimento restavano solo quattro semoventi efficienti, concentrati nel CLXIII gruppo. Il gruppo venne spostato a Nicosia, alle dipendenze della divisione "Aosta"
e successivamente una batteria fu aggregata alla 15. Panzergrenadier-Division, sotto il comando del capitano Verona, che cadde in combattimento e venne proposto dai tedeschi per la Croce di Ferro di 1ª classe. I tre semoventi superstiti spararono gli ultimi colpi il 6 agosto, e due riuscirono a raggiungere Messina, senza tuttavia poter essere trasferiti sul continente. Si può ritenere che il pezzo attualmente in mostra ad Aberdeen sia uno di quei due.
Dopo la campagna di Sicilia non risultano altri utilizzi dei mezzi, anche se risulta che i pezzi rimasti a Nettuno siano stati inseriti in organico dall'esercito tedesco come Gepanzerte Selbstfahrlafette 90/53 (i) 801 (veicolo semovente corazzato da 90/53 italiano num. 801).

## Tecnica

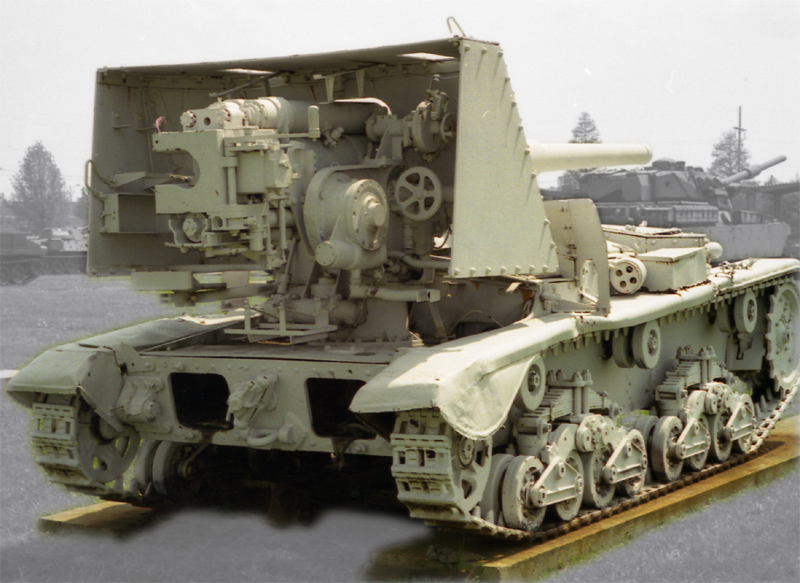
Vista posteriore del semovente

Il cannone fu montato sullo scafo dell'M14/41, allungato di 17 cm e con la sospensione posteriore spostata indietro, quindi la posizione del cannone poté essere sensibilmente arretrata: in questo modo esso aveva il vantaggio di non sporgere dalla parte anteriore del mezzo, inoltre questo facilitava notevolmente le operazioni di tiro. Questa soluzione tecnica tuttavia comportò che sullo scafo del semovente non fosse possibile ricavare lo spazio per i serventi, che quindi dovevano viaggiare su un veicolo separato. L'equipaggio del semovente era quindi formato unicamente dal pilota e dal capocarro.
L'affusto del cannone subì diverse modifiche per essere adattato allo scafo dell'M14: fu riprogettata la culla allo scopo di spostare gli orecchioni in posizione baricentrica, furono soppressi gli equilibratori, il sottoaffusto e gli organi di manovra relativi, la scudatura. Il brandeggio arrivò a corprire un arco di 40° a destra e di 40° a sinistra, mentre l'alzo andava da -5° a +24°. Il pezzo si rivelò un'efficace arma anticarro, capace di perforare anche i pesanti Mk VIII Churchill con corazzatura anteriore spessa più di 100 mm, purché a una distanza inferiore a 500 metri. Il principale difetto del mezzo era lo scarso spazio per le munizioni: ogni semovente trasportava con sé solo otto granate, ottantasei erano, invece, trasportate su di un carro armato leggero L6/40 opportunamente modificato come portamunizioni.
In quanto semovente d'artiglieria operante a distanza dalla prima linea, il veicolo mantenne una corazzatura modesta: per lo scafo era spessa 30 mm sul frontale, 25 mm su fianchi e retro, 15 mm per il tetto e 6 mm sul fondo; la piccola sovrastruttura facente anche funzione di mantelletto era spessa 41 mm e inclinata a 28° (inclinazione rispetto a una corazza verticale).
Il 90/53 non era però un cannone esente da difetti, progettato per l'esclusivo tiro contraereo (a differenza dell'88mm tedesco) mancava di un proiettile dedicato al tiro anticarro, ed operava quindi con un generico proiettile perforante, che non rendeva giustizia alla qualità (eccellente) del cannone. Mancava inoltre anche un proiettile EP (effetto pronto) ovvero il corrispondente italiano della carica cava. Quindi, pur molto potente per la media italiana, soprattutto per gittata e precisione (ma non molto migliore del 75/46 nel tiro anticarro), non riusciva ad essere un'arma eccezionale a livello delle controparti, innanzi tutto sovietiche (come gli ottimi 85mm e 122mm) e poi tedesche. Dal 1943 poi anche gli USA (con un cannone da 90mm) e i britannici (76,2 ovvero Ordnance QF 17) disposero di cannoni decisamente superiori al 90 mm, annullando i vantaggi dell'arma.
Il difetto basilare del semovente 90/53 era dovuto al fatto che prima di aprire il fuoco si rendevano necessarie operazioni lunghe e laboriose, quindi il suo uso poteva essere previsto solo in ambiente statico e non in condizioni di guerra mobile. Per questo motivo, constatate queste limitazioni, fu deciso di non inviarlo né in Africa né in Russia.
Inoltre non era previsto un impiego a ridosso delle linee del fronte, visto che (a differenza di mezzi similari sovietici e tedeschi, e più tardi anche alleati) non disponeva nemmeno di una corazzatura parziale e leggera, ma solo di una (limitata) scudatura del pezzo principale, esponendo i serventi al tiro delle armi leggere e dei cecchini nemici, per non parlare della pericolosità (sottovalutata in sede di progetto dal Regio Esercito) delle mitragliatrici degli aerei operanti a bassa quota.
Infine la necessità di dividere munizionamento e cannone esponeva il complesso a grossi rischi di affidabilità, ben recepiti dai comandi italiani delle unità corazzate una volta che i loro superiori avevano già iniziato a produrre questo semovente. In pratica fu sconsigliato l'impiego come mezzo contro carro e furono avanzate anche perplessità come cannone d'appoggio semovente (il 90 mm era un pezzo da tiro diretto,non da tiro indiretto come il 75/18, o diretto-indiretto come il 75/34 e il 105/28, usati dagli altri semoventi italiani). Per tale motivo, malgrado la grande necessità di carri armati moderni su tutti i fronti, l'impiego di questo semovente fu posticipato e furono a lungo lasciati in riserva, dopo numerosi ritardi si decise di impiegarli solo come arma d'emergenza, in difesa del territorio metropolitano, quando ormai venivano mandati in prima linea anche carri armati francesi di preda bellica e residuati della prima guerra mondiale. Ci si aspettava perdite spaventose (come puntualmente accadde), ma ormai era chiaro che non esistevano mezzi corazzati adeguati a quelli avversari.

## Esemplari superstiti

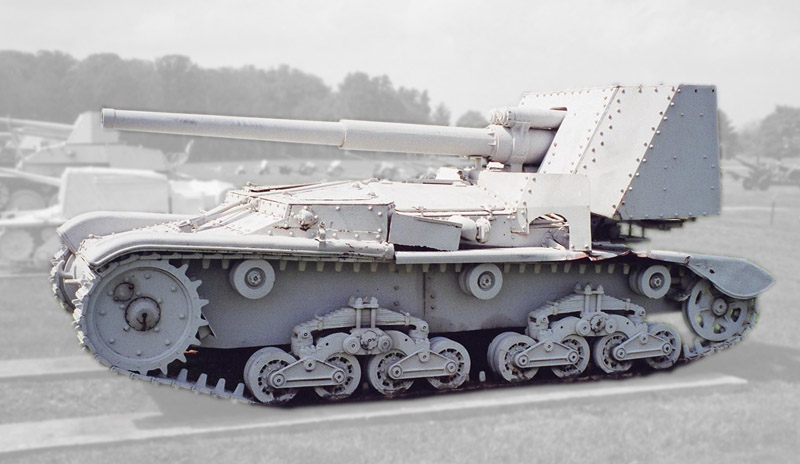
Il solo esemplare superstite conservato presso l'U.S. Army Artillery Museum di Fort Sill

Il solo esemplare superstite del semovente è attualmente conservato negli Stati Uniti presso l'U.S. Army Artillery Museum di Fort Sill nello stato americano dell'Oklahoma.